# 舉頭美

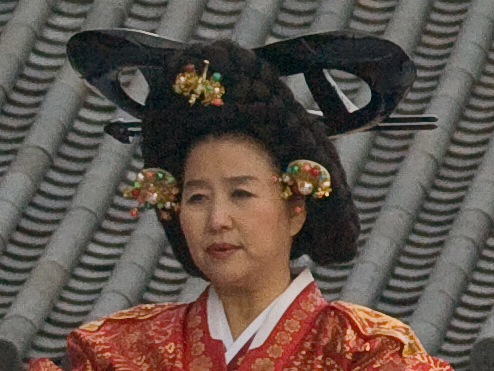
舉頭美

舉頭美（韓語：거두미），是一種在朝鮮王朝宮廷女子在重大典禮時戴的木製假髻。此形狀有如心型，上頭有兩隻一長一短的黑色髮簪。
王妃或大妃、公主的舉頭美會綴上鳳的唐只。嬪、翁主等綁一條有方格子，格子內寫一個福字的唐只，而貴人以下的嬪妃，女官，外命婦，都會在舉頭美上綁著一條純色紅唐只，而嬪妃戴舉頭美時，後面會插一枝髮簪，那代表身份及其地位，而嬪妃、王女、宗室夫人等，在戴舉頭美前都會先戴上加髢兩，上面個玉盤簪，一個蝴蝶簪，之後，她們會再配戴小型的裝飾髮簪，這些都是有身分的人才能配戴的。